# The Age
The Age è un quotidiano australiano, pubblicato a Melbourne dal 1854. Fondato da tre imprenditori neozelandesi giunti in Australia negli anni 1840, uscì per la prima volta il 17 ottobre 1854.
In una città di quattro milioni di abitanti, ha una circolazione media di 196 250 copie, aumentando il sabato a circa 292 250. L'edizione speciale della domenica è detta The Sunday Age. Dal 1980 è di proprietà degli editori Creighton Burns e Michael Gawenda.

## Struttura editoriale
Le rubriche sono molto articolate:
- Victoria - La rubrica pubblica le notizie relative al piccolo stato continentale australiano.
- National - Riporta le notizie della nazione.
- Mondo - Tratta le notizie internazionali.
- Ambiente - Rubrica che tratta delle problematiche ambientali.
- Affari - All'interno viene analizzato il mondo finanziario, nazionale ed internazionale.
- Sport - Sport locale ed internazionale.